# Architettura carolingia

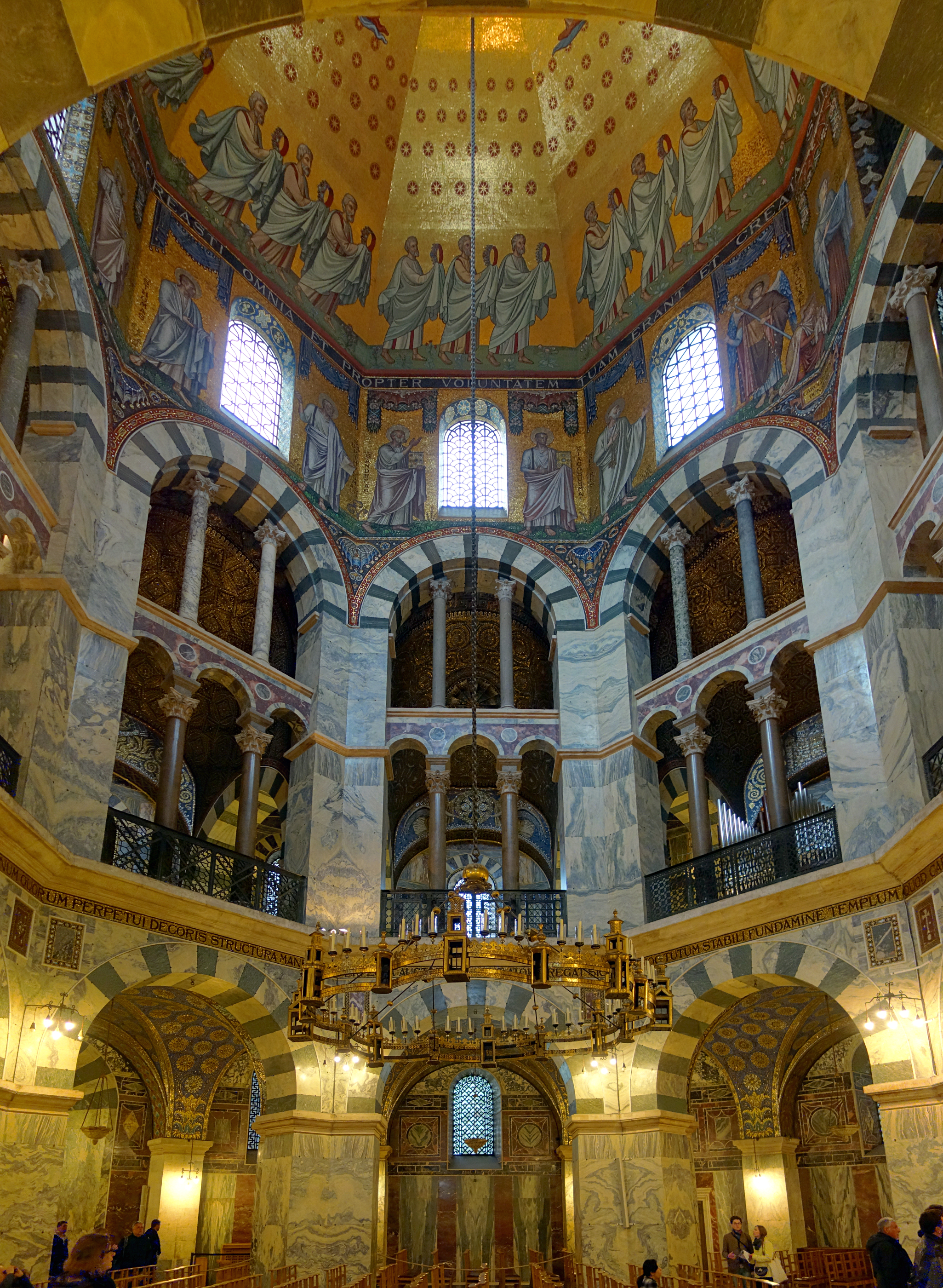
Interno della Cappella palatina di Aquisgrana.

L'architettura carolingia si sviluppò a partire dalle fortune dei sovrani franchi prima della dinastia dei Pipinidi (da Pipino il Breve), chiamata poi dinastia carolingia in onore di Carlo Magno.
Carlo Magno, come ci tramanda il sovrintendente alle fabbriche imperiali Eginardo, dispose di grandi risorse economiche ed iniziò una febbrile attività edilizia che aveva due scopi principali: 
- uno pratico, per gli usi della corte dell'amministrazione statale;
- uno rappresentativo, per mostrare la dignità imperiale ai sudditi.

Per la prima volta dall'epoca paleocristiana si poterono iniziare edifici di dimensioni monumentali e fabbriche grandiose: in quarantasei anni di regno di Carlo vennero iniziati, e in gran parte completati, qualcosa come 75 palazzi, sette cattedrali e ben 232 monasteri. I modelli diretti di queste opere furono quindi i monumenti dell'epoca di Costantino I, adattati alle nuove esigenze ed alla nuova spiritualità monastica.

## La capitale imperiale: Aquisgrana

Possibile ricostruzione del palazzo di Carlo Magno ad Aquisgrana.

Nel generale contesto di rinascita e riorganizzazione politica, culturale ed artistica oggi nota come Rinascita carolingia e diversamente dai predecessori Merovingi e da quanto fatto da suo padre Pipino il Breve, Carlo Magno risolse di abbandonare la pratica della "corte itinerante" e dare al suo nuovo impero una capitale fissa. Dopo un iniziale, infruttuoso tentativo a Ingelheim am Rhein, vicino Magonza, Carlo scelse Aquisgrana, nota sede termale presso la quale Pipino il Breve deteneva un castello.
Il programma architettonico che interessò la nuova capitale permise alla peculiarità dell'architettura carolingia di manifestarsi pienamente.

Nel 792 partirono i lavori di costruzione del Palazzo imperiale che avrebbe dovuto comprendere: (i) edifici residenziali per il monarca, la sua famiglia e la corte; (ii) un'aula per i ricevimenti; e (iii) una cappella per le funzioni religiose che al contempo legittimasse il potere spirituale dell'Imperatore e fungesse da suo mausoleo. Il cantiere si sarebbe protratto per dodici anni, un lasso di tempo relativamente breve data la vastità dei lavori, e il palazzo stesso fu occupato da Carlo sin dal 800. La cappella fu invece consacrata alla Vergine Maria durante la festa dei re Magi dell'804 da papa Leone III.
Ispirato al Palazzo del Laterano, il Palazzo imperiale carolingio aveva un'aula di rappresentanza absidata e coperta di mosaici, similmente al Triclinio lateranense, e ornato della statua equestre di Teodorico il Grande, trasportata appositamente da Ravenna e usato come collegamento con la Statua equestre di Marco Aurelio che all'epoca si trovava nelle vicinanze di San Giovanni in Laterano ed era erroneamente considerata un'effige di Costantino.
Direttamente collegata all'aula di rappresentanza vi era la Cappella palatina, impreziosita da materiali di spoglio provenienti da Roma e Ravenna, la cui planimetria (poligonale a pianta centrale e sormontata da una cupola) ricalca esempi di edifici paleocristiani (San Lorenzo a Milano), bizantini (San Vitale a Ravenna) e longobardi (Santa Maria alle Pertiche a Pavia, che ispirò lo sviluppo in verticale del corpo centrale) modificandoli in chiave più rigorosa.

### Westwerk

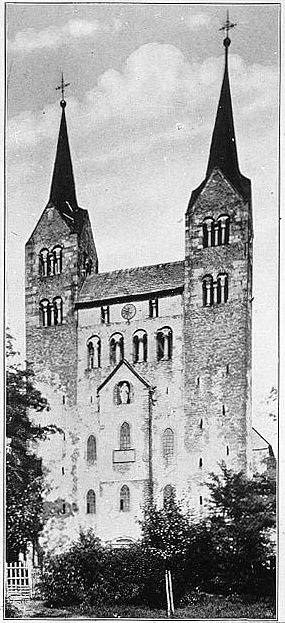
La Westwerk di Corvey

Invenzione rivoluzionaria dell'architettura carolingia fu il Westwerk (pl. Westwerke, parola di lingua tedesca che significa "corpo occidentale"), cioè un edificio a più piani collocato davanti all'ingresso della chiesa, dove per la prima volta si ebbe il problema di avere una facciata monumentale che fosse nel contempo autonoma e coerente col resto dell'edificio, una problematica finora ignorata nell'architettura antica e alto-medievale.
Nel Westwerk (del quale resta un esempio praticamente integro, risalente all'855-873 presso l'Abbazia di Corvey, nella Renania Settentrionale-Vestfalia) si trovava di solito un atrio coperto da volte dal quale si accedeva direttamente alle navate della chiesa; nei due piani superiori poteva trovarsi al centro una grande sala, dall'altezza doppia che li comprendeva entrambi e che era circondata da gallerie affacciate su di essa, dove si svolgevano la liturgia del Salvatore e le cerimonie con l'Imperatore (infatti vi era collocato il trono); nelle tribune si disponevano i monaci che intonavano inni sacri; inoltre vi venivano conservate le reliquie, che avevano un ruolo simbolico di protezione verso l'abbazia stessa.
Si tratta di una costruzione che, data la sua origine, è riscontrabile quasi esclusivamente al centro dell'Impero (Germania, Francia, Svizzera, Austria); quasi del tutto estranea all'architettura italiana, è ravvisabile in alcune abbazie fortemente legate col potere temporale, forse edificata proprio per significare tale legame, come l'Abbazia di Farfa, dove le modifiche successive hanno stravolto la chiesa carolingia, ma hanno risparmiato il corpo centrale, noto come "coro quadrato", integro ed ancora leggibile nelle sue strutture interne.
Il westwerk non è da confondere col westbau, edificio ovest delle chiese romaniche tedesche più generico e diffuso soprattutto in chiese parrocchiali non legate a una sede principesca.

## Nuovi monasteri

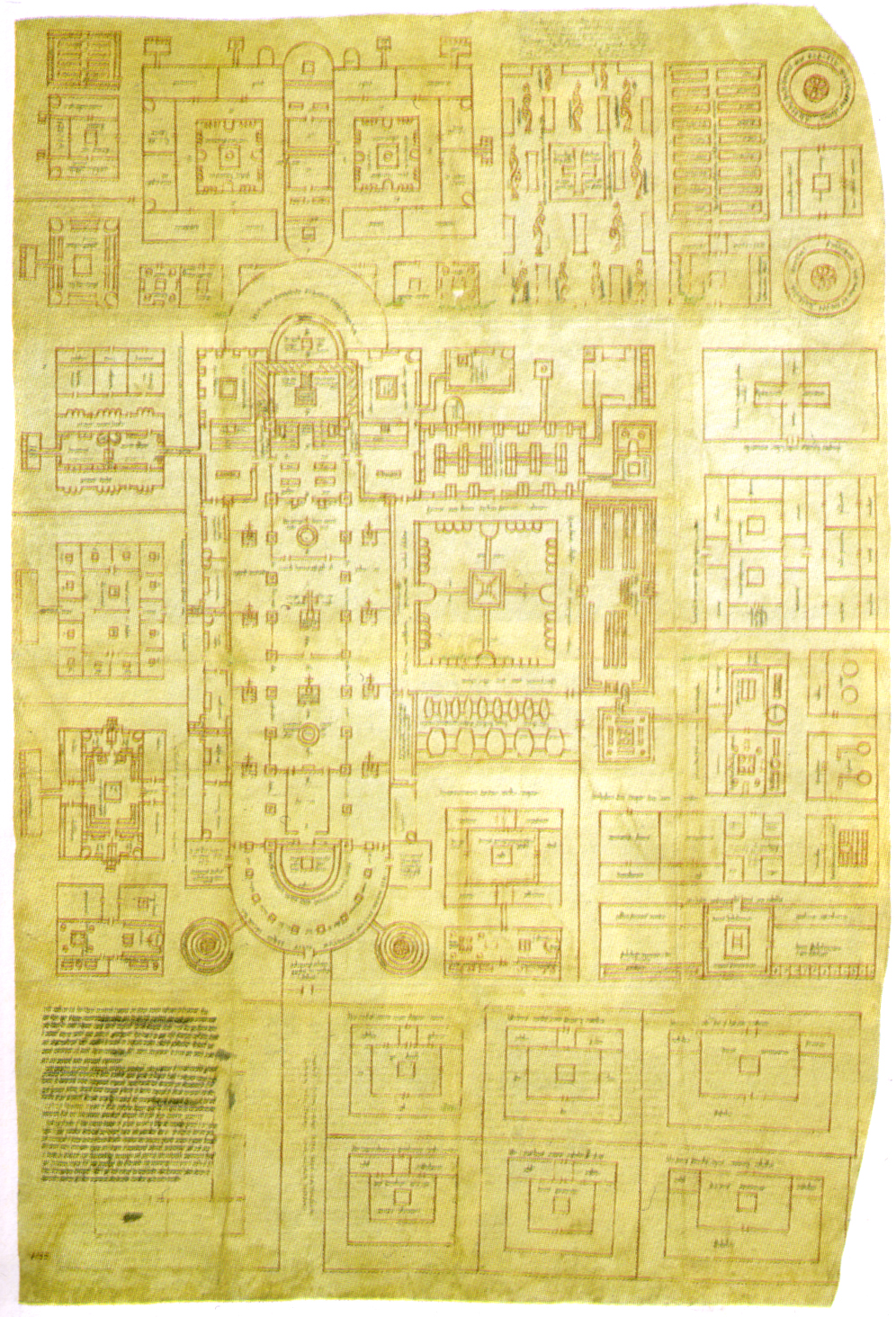
La pianta dell'abbazia di San Gallo disegnata tra l'816 e l'830.

Notevole e assai sviluppata, l'architettura religiosa manifesta la grande spinta costruttiva propria della politica di Carlo Magno, il quale favorisce la costruzione di numerose abbazie, che sancivano la cristianizzazione e la definitiva conquista dei territori, rappresentando quindi centri di potere e di diffusione dell'ideologia imperiale. Gli abati stessi erano scelti direttamente dal sovrano.
Anche per i monasteri vennero ripresi ed aggiornati modelli romani: per esempio la chiesa dell'abbazia di Fulda (iniziata nel 790 e particolarmente importante per la presenza delle reliquie del protomartire di Germania san Bonifacio) alla basilica di San Pietro in Vaticano dell'epoca di Costantino; nella Torhalle (porta trionfale d'ingresso) dell'abbazia di Lorsch (760-790) invece ci si ispirò all'Arco di Costantino, con tre fornici divisi da semicolonne composite che emergono dalla muratura (in vivaci motivi geometrici rossi e bianchi), mentre al piano superiore, dove si trovava una sala del trono decorata da affreschi con finte architetture), sopra una cornice marcapiano paraste ioniche sorreggono una cornice a zig-zag.
Il punto di partenza quindi era sempre l'architettura classica, anche se veniva profondamente reinterpretata come a Lorsch, ma garantiva una solenne monumentalità agli edifici.

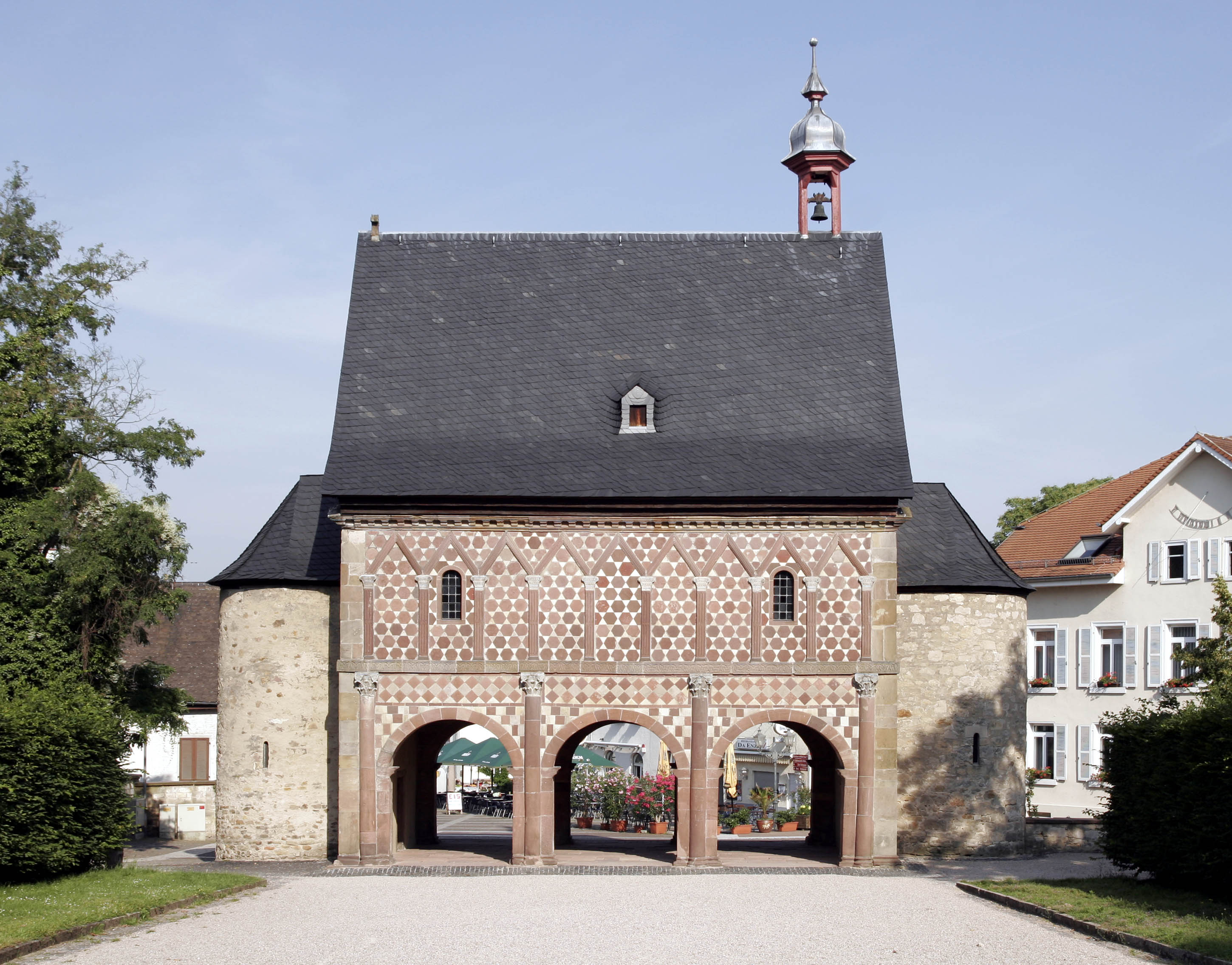
La Torhalle di Lorsch

L'abbazia di San Gallo, della quale resta un originario progetto planimetrico databile tra l'816 e l'830 per l'abate Gozberto, è un ottimo esempio di come venivano organizzati razionalmente i complessi monastici: la chiesa abbaziale era il fulcro della vita monastica e nel caso di San Gallo possedeva due absidi contrapposte per esigenze liturgiche legate ad alcune reliquie ivi conservate. Gli edifici erano disposti tutt'intorno secondo una griglia regolare che ricorda la scacchiera delle città romane e che probabilmente venne usata anche da Carlo Magno per nuove città. Le celle dei monaci si trovavano a sud, in posizione più soleggiata, attorno al chiostro dove si affacciava il refettorio; a nord era presente la cella dell'abate e la scuola; tutt'attorno, allontanandosi dal nucleo della chiesa, si disponevano gli alloggi per pellegrini, l'ospedale, i magazzini e gli ambienti di lavoro e servizio, come in una vera e propria città monastica.
Altri esempi di importanti opere architettoniche sono la chiesa a pianta longitudinale di San Silvestro (Sylvesterkapelle) a Goldbach presso Überlingen, le abbazie di Saint-Denis e Ratisbona, la cripta di Saint-Germain d'Auxerre ad Auxerre, ecc.

## In Italia

### Italia settentrionale e centrale

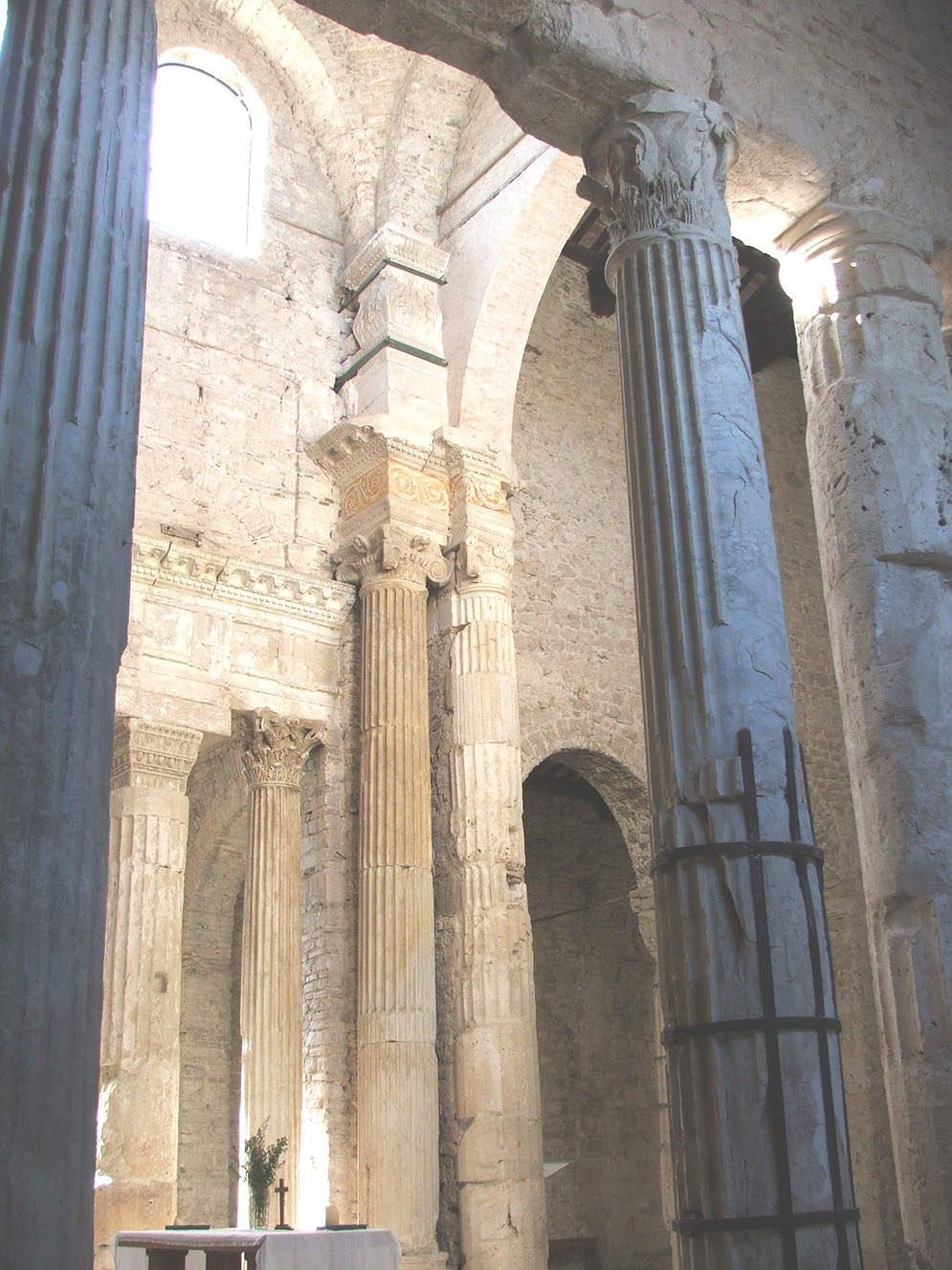
Interno di San Salvatore a Spoleto

In Italia, sebbene il passaggio politico dai regni barbarici all'Impero fu piuttosto repentino, non furono altrettanto veloci i cambiamenti in campo artistico, anzi l'interazione tra nuovo e consolidato fu graduale, anche perché la nuova classe regnante usava gli stessi maestri artefici.
In Italia era sempre rimasto vivo un certo retaggio dell'antichità e già nell'VIII secolo si assiste a un crescente riuso di materiali architettonici romani (colonne, capitelli...) e dei modelli architettonici correlati, ma non si raggiunse mai un cosciente e sistematico recupero dell'antico come nei grandi centri e nelle abbazie tedesche.
Tra le opere di questo periodo dove si nota un recupero dei modelli classici restano il monastero di San Zeno a Bardolino, dove si trova una cupola impostata su colonne intuitivamente ispirate allo stile ionico tramite il disegno a rilievo di volute (seconda metà del IX secolo), o il Sacello di San Satiro a Milano, edificato verso l'876 per il vescovo Ansperto, dove venne ricreato un gioco di pieni e vuoti dati dalle numerose nicchie impostate sulla pianta centrale, che ricordano i complessi termali romani tardo-antichi. La chiesa di San Salvatore a Spoleto rappresenta forse il miglior risultato nel IX secolo in quanto a riproduzione di modelli stilistici antichi: la monumentale struttura architettonica è sapientemente organizzata tramite materiale di spoglio, tra le quali le maestose colonne corinzie, con tanto di trabeazione.

### Roma

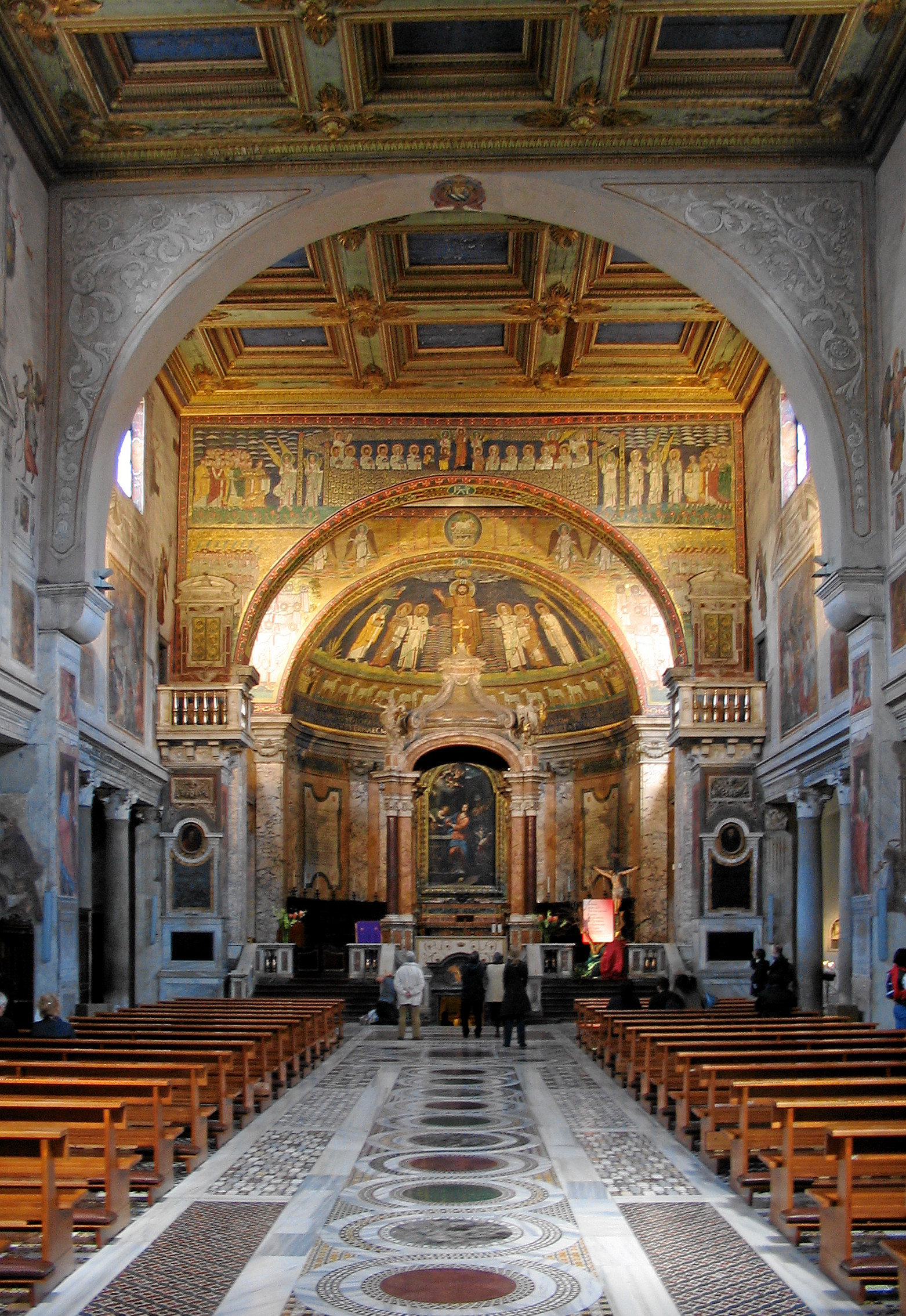
Interno di Santa Prassede, Roma

A Roma, soprattutto dopo l'incoronazione imperiale il giorno di Natale dell'800, viene meno l'influenza bizantina, per ritrovare le proprie radici "occidentali" nei programmi culturali dell'Impero. L'attività di Carlo Magno e dei suoi successori viaggiò comunque su binari separati rispetto alle iniziative artistiche promosse per esempio da Papa Pasquale I (pontefice dall'827 all'834).
Si ebbe una riscoperta dei modelli paleocristiani, con la fondazione di una basilica monumentale, la prima dai tempi di Santa Sabina (V secolo), la basilica di Santa Prassede. Ispirata alla basilica Vaticana, con un primo "revival" del transetto, mostra un senso spaziale di ampio respiro. Il sacello di San Zenone, nella stessa basilica, segnò il recupero della tecnica musiva, fortemente voluto dallo stesso papa: risalgono a questo periodo anche i mosaici nell'abside e nell'arcone di Santa Prassede stessa, oltre ad opere analoghe in Santa Cecilia in Trastevere, in Santa Maria in Domnica e gli affreschi nella basilica inferiore di San Clemente.
La caratteristica di queste raffigurazioni è un ritorno all'uso di ricchi colori, dopo che il mosaico nei secoli precedenti si era ridotto ad usare anche semplici sassolini colorati, che sacrificano ulteriormente, pur di ottenere vivaci accostamenti ed equilibrate aree di colore, la stesura di ombre e quindi la resa delle forme, ormai più appiattite e convenzionali rispetto, per esempio, ai precedenti mosaici della basilica dei Santi Cosma e Damiano (fine del IV, inizio del V secolo).